# Sankt Kilian
Sankt Kilian est une commune allemande de l'arrondissement de Hildburghausen, Land de Thuringe.

## Géographie
Sankt Kilian se situe au sud de la forêt de Thuringe.
|                     | Suhl         |                |
| Eichenberg          | Sankt Kilian |                |
| Ahlstädt Bischofrod | Schleusingen | Nahetal-Waldau |

La commune comprend les quartiers d'Altendambach, Breitenbach, Erlau, Hirschbach et St. Kilian

## Histoire
Après un sondage auprès des citoyens, en octobre 1991 est décidée la fusion volontaire des communes autrefois indépendantes d'Altendambach, Breitenbach, Erlau, Hirschbach et St. Kilian en une seule commune.

## Infrastructure
La Bundesautobahn 73 traverse le territoire de la commune par un pont.

## Personnalités liées à la commune
- Johann Adam Melsheimer (1683-1757), forestier et chasseur, modèle d'Ein Jäger aus Kurpfalz
- Caspar Kummer (1795-1870), flûtiste et compositeur
- Mario Kummer (né en 1962), coureur cycliste

## Source, notes et références
- (de) Cet article est partiellement ou en totalité issu de l’article de Wikipédia en allemand intitulé « St. Kilian » (voir la liste des auteurs).